# Museo di Alta
Il Museo di Alta è un museo che si trova nella città di Alta, in Norvegia, ben oltre il Circolo polare artico.